# Пугачов Юрій Миколайович
Юрій Миколайович Пугачов (26 квітня 1926, селище Верхній Баскунчак, тепер Ахтубінського району Астраханської області, Російська Федерація — 2007, місто Москва) — радянський державний діяч, 2-й секретар ЦК КП Киргизії, 2-й секретар ЦК КП Азербайджану. Член Бюро ЦК КП Киргизії в 1975—1977 роках Член Бюро ЦК КП Азербайджану в 1977—1983 роках. Кандидат у члени ЦК КПРС у 1976—1986 роках. Депутат Верховної ради Киргизької РСР. Депутат Верховної ради Азербайджанської РСР. Депутат Верховної Ради СРСР 9—10-го скликань.

## Життєпис
Трудову діяльність розпочав учнем електрозварника. У 1942—1944 роках — учень слюсаря, слюсар, помічник машиніста паровозного депо залізничної станції Астрахань.
З 1944 року — машиніст паровозного депо, диспетчер, інструктор політичного відділу Астраханського відділення Приволзької залізниці.
Член ВКП(б) з 1947 року.
У 1952 році закінчив Ташкентський електромеханічний технікум залізничного транспорту.
З 1953 року — інструктор, заступник завідувача відділу Астраханського обласного комітету КПРС; 1-й секретар Зелендинського районного комітету КПРС Астраханської області.
Закінчив Сталінградську вищу партійну школу.
У 1962—1965 роках — секретар партійного комітету Красноярського виробничого колгоспно-радгоспного управління Астраханської області.
У 1964 році закінчив Всесоюзний заочний фінансово-економічний інститут.
У 1965 році — завідувач відділу пропаганди і агітації Астраханського обласного комітету КПРС. У 1965—1969 роках — секретар Астраханського обласного комітету КПРС.
У 1969—1971 роках — 2-й секретар Астраханського обласного комітету КПРС.
У 1971—1975 роках — завідувач сектора відділу організаційно-партійної роботи ЦК КПРС.
25 квітня 1975 — 6 липня 1977 року — 2-й секретар ЦК КП Киргизії.
20 квітня 1977 — 8 липня 1983 року — 2-й секретар ЦК КП Азербайджану.
У 1983—1988 роках — заступник голови Державного комітету СРСР із професійно-технічної освіти.
У 1988—1989 роках — заступник голови Комітету із винаходів і відкриттів при Державному комітеті СРСР з науки і техінки.
З 1989 року — персональний пенсіонер союзного значення в Москві.
Помер 2007 року.

## Нагороди
- орден Леніна (1980)
- орден Жовтневої Революції (1976)
- орден Дружби народів (1986)
- медаль «За трудову доблесть» (13.04.1963)
- медалі